# Donato Ricchezza
Donato Giuseppe Antonio Ricchezza o Della Ricchezza (Matera, 17 giugno 1651 – Napoli, 2 marzo 1731) è stato un compositore italiano.

## Biografia
Nato a Matera e battezzato nella parrocchia di San Pietro Caveoso il 18 giugno 1651, prese la clericale tonsura nel 1663 nella stessa chiesa parrocchiale. Fu poi inviato a proseguire i suoi studi ecclesiastici ad Acerra, dove ottenne gli ordini minori tra il 1664 e il 1666 e quindi fu ordinato suddiacono a Matera nel 1672. Divenne infine sacerdote tra la fine del 1674 e gli inizi del 1675. Nel frattempo era stato allievo del Conservatorio di Santa Maria di Loreto di Napoli dal 1666 al 1673 sotto la guida di Francesco Provenzale. Dal 1675 è ricordato come aiuto-maestro di violino del suo ex insegnante Carolo Antonio Di Vincenzo presso il Conservatorio dei Poveri di Gesù Cristo, nonché violinista soprannumerario della Cappella Reale tra il 1675 e il 1689.
Attivo come compositore di oratori e di musica liturgica fu prima organista e poi maestro di cappella della chiesa dei Girolamini, dal 1680-'81 fino al 1716, quando la sua salute peggiorò gravemente in seguito ad un ictus. In attesa dell'assunzione nel ruolo di maestro di cappella degli oratoriani napoletani, Ricchezza chiese e fu ammesso nella Congregazione dei Musici, istituita nella chiesa di San Giorgio Maggiore dei padri Pii Operai; la sua aggregazione risale al gennaio del 1682, mentre nel 1683 venne nominato addirittura "Priore" e nel 1686 governatore della musicale confraternita. Tra il dicembre del 1687 e il novembre del 1688 (e fino al novembre del 1715) divenne anche il responsabile della musica della chiesa di Santa Maria delle Anime del Purgatorio ad Arco, in sostituzione di don Francesco Antonio Marinelli, maestro di cappella del Duomo.
Con il declino progressivo della sua salute fisica, don Donato visse fino alla fine dei suoi giorni con il sussidio economico della Congregazione dei Musici e, rimasto solo dopo la morte della nipote "bizzoca" suor Giulia nel 1716, ebbe l'assistenza quotidiana dei confratelli della Congregazione di Santa Maria della Pace dei "Reverendi 63 Sacerdoti Napoletani", presso la sua abitazione sita di fronte al Duomo e di proprietà dei padri dell'Oratorio dai quali l'aveva ricevuta in affitto nel 1687. Le sue opere sono conservate presso la Biblioteca dei Girolamini, sotto forma di manoscritti, prevalentemente autografi.

## Opere[3]

### Antifone
- O clavis David a 4 voci (SATB) e basso continuo (organo) in Sol maggiore
- O Emmanuel (pro die 23 Decembris) a 4 voci (SATB) in Sol minore
- O radix Iesse (die 29 Decembris) a 4 voci (SATB) e basso continuo (organo) in Fa diesis minore
- O rex gentium a 4 voci (SATB) e basso continuo (organo) in Do minore
- O sapientia a 4 voci (SATB) e basso continuo (organo) in Do minore

### Cantate, dialoghiet al.
- Domine, Domine hic fame pereo (Dialogo fra Gesù Cristo e un peccatore), dialogo per 2 tenori e basso continuo in Sol minore
- Il cigno di Polonia, cantata per soprano, 2 violini e basso continuo in Re minore
- Mondo fallace, cantata per soprano e basso continuo
- O regina delle stelle, canzonetta per soprano, contralto, 2 violini e viola da gamba in Si bemolle maggiore
- Egli è ver che mi consolo, canzonetta per soprano, contralto, 2 violini e viola da gamba in La maggiore
- Per la nascita di san Giovanni Battista, dialogo per soprano, contralto, tenore, 2 violini e basso continuo su versi di Giuseppe Castaldo (1690)
- Piangete, occhi, piangete (Cristo crocifisso) in Si minore (1703)
- Pippo buono (per san Filippo Neri) per soprano e basso continuo (organo) in La maggiore
- Quando mio, o Giesù, le tue ferite. Tu col sangue del vago tuo, recitativo e aria per soprano e basso continuo in Si minore
- Speme dell'alma mia. Io son vivo e non ho vita, recitativo e aria per soprano e basso continuo in La minore

### Canzoni spirituali
- Al penoso Calvario (Per li dolori di Christo nella Crocifissione e di Maria Vergine sua madre) per contralto in Fa maggiore (1703)
- Al pensier d'acerba morte (Christo suda sangue nell'orto) per contralto in Do minore (1703)
- Anna, su su, al lavoro (Canzone a due per sant'Anna benedetta) per soprano, contralto e basso continuo  (1684)
- Cessate, ohmai cessate (Christo flaggellato) per contralto in Do minore (1703)
- Esangue il mio Gesù (Christo con la croce sulle spalle) per contralto Sol minore (1703)
- Occhi miei che vedete (Christo coronato di spine) per contralto in Mi minore (1703)
- Piangete, occhi, piangete (Christo crocifisso) per contralto in Si minore (1703)

### Inni
- Tibi Christe splendor a 4 voci (SATB) e basso continuo (organo) in Re minore

### Introiti
- Nos autem gloriari oportet a 4 voci (SATB), 2 violini e basso continuo (violoncello, contrabbasso e organo) in Fa maggiore

### Lamentazioni per la Settimana Santa
- Lamentatio prima feria V per soprano e basso continuo in Mi minore
- Lamentazione prima. Mercordì Santo a sera per soprano e basso continuo in Mi minore
- Lamentazione prima del Mercordì Santo a sera per contralto e basso continuo in Sol minore
- Lamentazione del Mercordì Santo per soprano e basso continuo in Re minore
- Lamentazione 2.ª del Giovedì Santo a sera Del Sig.r Donato, fatta a sue spese per contralto e basso continuo in Re minore
- Lettione prima del Giovedì Santo a sera per contralto e basso continuo in Si minore
- Lettione 2º Giovedì Santo a sera per contralto e basso continuo in Do minore
- Lettione terza del Mercordì Santo a sera per basso, violini ad libitum e basso continuo in Do minore
- Lettione 3ª del 3º Giorno per basso e basso continuo in Re minore
- Lettione 3ª del Venerdì Santo a sera per soprano o contralto e basso continuo in Do minore

### Messe
- Messa a 9 voci (2 cori: SSATB/SATB), 2 violini, viola da gamba e basso continuo (organo) in Sol minore (1707)
- Messa a 10 voci (2 cori: SSATB), 2 violini, 2 violini di raddoppio, viola, viola di raddoppio, viola da gamba, arciliuto, contrabbasso e basso continuo (2 organi) in Re maggiore

### Mottetti
- Contristantem et afflictam per soprano, contralto e basso continuo (organo) in Mi minore
- Dirupisti coelos Domine a 8 voci (2 cori: SATB) e basso continuo (organo) in Do maggiore (ante 1712)
- In illa die erit planctus magnus a 4 voci (SATB), violini e basso continuo (organo) in Mi minore
- Laudemus Deum a 5 voci (SSATB), 2 violini, liuto e basso continuo (organo) in Do maggiore
- Laudemus Deum a 8 voci (2 cori: SATB), 2 violini e basso continuo (organo) in Do maggiore
- Laudemus Deum a 8 voci (2 cori: SATB) e basso continuo (organo) in Do maggiore (ante 1712)
- Montes et colles a 8 voci (2 cori: SATB) e basso continuo (organo) in Si bemolle maggiore

### Oratori
- La gara degli elementi (Oratorio di san Filippo) a 5 voci, 2 violini e basso continuo (novembre 1681)
- La fede trionfante a 6 voci, coro (SSATB), 2 trombe, 2 violini e basso continuo (1683)
- Oratorio di san Giusto a 4 voci, 2 vioini e basso continuo (1683)
- Oratorio primo di sant'Eustachio a 5 voci, violini, viole e basso continuo (ante 1689)
- Oratorio secondo della vita di sant'Eustachio a 5 voci, 2 violini e basso continuo (gennaio 1689)
- Oratorio terzo sul martirio di sant'Eustachio e compagni a 5 voci, coro (SSATB), 2 violini e basso continuo (1689)
- La ruina degli angioli a 5 voci, 2 violini e basso continuo
- La madre de' Maccabei a 4 voci, 2 violini, 2 viole e basso continuo (parti di viola da gamba, violoncello, contrabbasso)
- In honore del glorioso san Francesco Saverio a 4 voci, 2 violini e basso continuo
- Il Nabucco per 3 soprani, 2 tenori, basso, coro (SSATB), 2 violini e basso continuo
- San Martino vescovo a 5 voci, 2 violini e basso continuo
- Il sagrificio d'Abel a 4 voci, 2 violini e basso continuo
- Trionfo della Gratia a 3 voci, 2 violini e basso continuo
- Il sospetto di san Giuseppe a 2 voci, 2 violini e basso continuo
- La verità ne' sogni (Oratorio primo di Giuseppe hebreo) a 5 voci, 2 violini e basso continuo (incompleto)

### Responsori
- Sepulto Domino a 4 voci (SATB) e basso continuo (organo) in Re minore
- Sepulto Domino a 4 voci (SATB), 2 violini e basso continuo (violoncello, contrabbasso e organo) in Re minore

### Salmi
- Iube Domine benedicere per basso in Re minore (incompleto)
- Confiteor per basso in Re minore (incompleto)
- De profundis clamavi a 4 voci (SATB) e basso continuo (organo) in Sol minore
- Dixit Dominus a 4 voci (SATB) e basso continuo in Do maggiore (manca la parte di S)
- Dixit Dominus a 5 voci (SSATB), 2 violini, viola da gamba e basso continuo (organo) in Do maggiore
- Dixit Dominus a 8 voci (2 cori: SATB), 2 violini, viola da gamba e basso continuo (2 organi) in Do maggiore
- Laudate pueri a 8 voci (2 cori: SATB), 2 violini, viola da gamba, violone o liuto e basso continuo (2 organi) in Re maggiore (1708)
- Memento Domine David a 4 voci (SATB) in Si bemolle maggiore

### Sequenze
- Stabat Mater a 4 voci (SATB) e basso continuo (organo) in Fa minore
- Veni, Sancte Spiritus per soprano e basso continuo (organo) in La maggiore